# Béatrice Poulot
Béatrice Poulot es una cantante francesa nacida en Réunion y que actualmente vive en París. Béatrice es conocida por haber representado a Bosnia y Herzegovina en el Festival de la Canción de Eurovisión 1999 junto a Dino Merlin con la canción Putnici. En el Festival actuaron en la 22ª posición acompañados de una violinista, una mujer tocando la Šargija y dos coristas. Al final del Festival consiguieron el séptimo puesto de 23, con 86 puntos.
| Predecesor: Alma Čardžić | Bosnia y Herzegovina en el Festival de la Canción de Eurovisión con Dino Merlin 1999 | Sucesor: Nino Pršeš |

- Datos: Q467780